# Atlas Pesquero de México
El Atlas Pesquero de México es el primer atlas lingüístico y geográfico de la situación pesquera, zonas de pesca, recursos pesqueros y medioambiente de todo el litoral mexicano; elaborado por primera vez en 1994 por parte del Instituto Nacional de la Pesca, de la entonces Secretaría de Pesca y bajo la coordinación de la M. en C. Concepción Rodríguez de la Cruz, la M. en C. Celina Iraís Díaz Pulido, los biólogos Martha Rosa Palacios Fest, y Ramón Cruz Santabalbina.
La primera edición contó con la participación de los biólogos José Ignacio Fernández Méndez, Pedro Sierra Rodríguez,  J. Fernando Márquez Farías, Agustín Solís Nava, Francisco Javier García, Jesús Castillo Mayorquín, Carlos A. Álvarez González, Yolanda Olvera Blanco, Lilia Ruiz Villanueva y Sandra Rita Soriano.

### Publicación
La publicación oficial cuenta con 234 páginas, ilustraciones y mapas. Consta de 3,000 ejemplares.  Su contenido se divide en 7 capítulos dedicados a los recursos pesqueros que habitan en el Golfo de California, Océano Pacífico, Golfo de México y Caribe Mexicano; así como sus aspectos biológicos y la reglamentación de sus pesquerías. 

## Participantes, investigadores y colaboradores
| Coordinadores: - Concepción Rodríguez de la Cruz - Celina Iraís Díaz Pulido - Martha Rosa Palacios Fest - Ramón Cruz Santabalbina. Participantes: - José Ignacio Fernández Méndez - Pedro Sierra Rodríguez - J. Fernando Márquez Farías - Agustín Solís Nava - Francisco Javier García - Jesús Castillo Mayorquín - Carlos A. Álvarez González - Yolanda Olvera Blanco - Lilia Ruiz Villanueva - Sandra Rita Soriano | Colaboradores: - Susana Sánchez González - Javier Máximo Vasconcelos - Cecilia Beatriz Botello - Juan Díaz Flores - José Manuel Sánchez Pérez - Carlos Camacho Gaos - Jaime González Cano - Omar Ernesto Albavera - Ma de Jesús Cruz Pacheco - Anselmo Cárdenas Quiñones - Julio Palleiro - Rafael Girón Botello - Araceli Orbe Mendoza - Héctor Garduño Argueta - Pedro Ulloa Ramírez - Luis Vicente González Ania - Jorge A. Sosa Ordoño - René Elizondo Garza - Amalia Armijo Ortiz - Margarito Tapia Galindo |